# 独身3!!
『独身3!!』（どくしんさん）は、テレビ朝日系で、2003年10月10日から12月19日までに金曜ナイトドラマ枠で放送されたテレビドラマ。weekly漫画アクションにて連載されたロドリゲス井之介「リーマン戦記・独身3」という漫画が原作。平均視聴率6.7%。

## あらすじ
住宅メーカーに勤める営業マンのモテない独身3人組。素敵な出会いと幸せな結婚を求めて、合コンに行く日々だが3人それぞれハゲ、デブ、筋肉質で濃い顔のモテない要素ばかりでいつも失敗ばかり。果たして、彼らは結婚出来るのか?

## スタッフ
- 原作：ロドリゲス井之介「リーマン戦記・独身3」
- 脚本：福田雄一、水野宗徳、大野敏哉
- 音楽：仲西匡
- プロデューサー;内山聖子（テレビ朝日）、森谷雄、谷古浩子（共同テレビ）
- 演出:杉山登（テレビ朝日）、土方政人、田澤直樹（共同テレビ）
- 主題歌：「クリスマスにくちづけを」myco～CML
- 制作：テレビ朝日、共同テレビ

## キャスト
- 菊原はじめ：遠藤章造（ココリコ）
- 田巻俊平：山本圭壱（極楽とんぼ）
- 高津戸健一郎：山崎樹範
- 浅井きよえ：佐藤仁美
- 川島エミ：曲山えり
- 宝来美智子：筒井真理子
- 上杉：金子昇
- 吉家係長：志賀廣太郎
- 水上昇：佐野史郎

## 放送日程
| 各話                                             | 放送日         | サブタイトル                                      | 視聴率 |
| ------------------------------------------------ | -------------- | ------------------------------------------------- | ------ |
| 第1話                                            | 2003年10月10日 | 貧乏男の最低恋愛!? 命がけの合コンSP               | 7.0%   |
| 第2話                                            | 2003年10月17日 | 彼女に指輪をわたす裏ワザ・涙の(秘)作戦を決行せよ! | 5.0%   |
| 第3話                                            | 2003年10月24日 | 年上の女バンザイ! 上司との恋は密の味              | 4.9%   |
| 第4話                                            | 2003年10月31日 | ボウリングデートに連れてって                      | 6.7%   |
| 第5話                                            | 2003年11月7日  | ねるとんパーティで恋におちる                      | 6.3%   |
| 第6話                                            | 2003年11月14日 | 不倫OLと秘密の社内恋愛                            | 5.7%   |
| 第7話                                            | 2003年11月21日 | モテない男美女を二股にかける                      | 5.6%   |
| 第8話                                            | 2003年11月28日 | 接待の夜のサスペンス                              | 7.0%   |
| 第9話                                            | 2003年12月5日  | 死ぬまでにしたい秘密のデート                      | 7.1%   |
| 第10話                                           | 2003年12月12日 | 同窓会で恋の奇跡!?                                | 9.7%   |
| 最終話                                           | 2003年12月19日 | 結婚式                                            | 8.2%   |
| 平均視聴率・6.7%（ビデオリサーチ調べ・関東地区） |                |                                                   |        |